# Joseph Colley
Joseph Colley (Kanifing, 13 aprile 1999) è un calciatore svedese, difensore del Wisła Cracovia.

## Carriera

### Club
Nato in Gambia, si trasferisce da piccolo in Svezia insieme alla sua famiglia. Qui entra a far parte delle giovanili del Bro IK, per poi approdare a quelle del Brommapojkarna, dove rimane fino al 2015, quando si trasferisce al Chelsea, che lo aggrega al proprio settore giovanile. Nel 2019 viene acquistato dal Chievo, dove però non viene mai impiegato. Così, per garantirgli maggior minutaggio, nel marzo 2021 viene ceduto in prestito al Sirius, formazione dell'Allsvenskan, con il quale esordisce l'11 aprile successivo, nel pareggio per 1-1 contro l'IFK Norrköping. Al termine della stagione, colleziona complessivamente 24 presenze tra campionato e coppa. Rientrato dal prestito, a seguito del fallimento dei clivensi, firma con i polacchi del Wisła Cracovia.

### Nazionale
Ha giocato nelle nazionali giovanili svedesi Under-16, Under-17, Under-18 ed Under-19.

## Statistiche

### Presenze e reti nei club
Statistiche aggiornate al 30 gennaio 2024.
| Stagione              | Squadra               | Campionato            | Campionato | Campionato | Coppe nazionali | Coppe nazionali | Coppe nazionali | Coppe continentali | Coppe continentali | Coppe continentali | Altre coppe | Altre coppe | Altre coppe | Totale | Totale |
| Stagione              | Squadra               | Comp                  | Pres       | Reti       | Comp            | Pres            | Reti            | Comp               | Pres               | Reti               | Comp        | Pres        | Reti        | Pres   | Reti   |
| --------------------- | --------------------- | --------------------- | ---------- | ---------- | --------------- | --------------- | --------------- | ------------------ | ------------------ | ------------------ | ----------- | ----------- | ----------- | ------ | ------ |
| 2019-2020             | Chievo                | B                     | 0          | 0          | CI              | 0               | 0               |                    | -                  | -                  |             | -           | -           | 0      | 0      |
| 2020-mar. 2021        | Chievo                | B                     | 0          | 0          | CI              | 0               | 0               |                    | -                  | -                  |             | -           | -           | 0      | 0      |
| Totale Chievo         | Totale Chievo         | Totale Chievo         | 0          | 0          |                 | 0               | 0               |                    | -                  | -                  |             | -           | -           | 0      | 0      |
| mar.-dic. 2021        | Sirius                | A                     | 23         | 0          | CS              | 1               | 0               |                    | -                  | -                  |             | -           | -           | 24     | 0      |
| gen.-giu. 2022        | Wisła Cracovia        | EK                    | 11         | 0          | CP              | 1               | 0               |                    | -                  | -                  |             | -           | -           | 12     | 0      |
| 2022-2023             | Wisła Cracovia        | 1L                    | 15+1       | 0          | CP              | 1               | 0               |                    | -                  | -                  |             | -           | -           | 17     | 0      |
| 2023-2024             | Wisła Cracovia        | 1L                    | 15         | 0          | CP              | 2               | 0               |                    | -                  | -                  |             | -           | -           | 17     | 0      |
| Totale Wisła Cracovia | Totale Wisła Cracovia | Totale Wisła Cracovia | 42         | 0          |                 | 4               | 0               |                    | -                  | -                  |             | -           | -           | 46     | 0      |
| Totale carriera       | Totale carriera       | Totale carriera       | 65         | 0          |                 | 5               | 0               |                    | -                  | -                  |             | -           | -           | 70     | 0      |

## Palmarès

### Club

#### Competizioni nazionali
- Coppa di Polonia: 1

Wisla Cracovia: 2023-2024